# Aspilia reflexa
Aspilia reflexa là một loài thực vật có hoa trong họ Cúc. Loài này được (Sch.Bip. ex Baker) Baker mô tả khoa học đầu tiên năm 1884.